# Boswachterij Speulderbos
Boswachterij Speulderbos is een natuurgebied dat ten noordwesten van Garderen ligt. Het is een van de oudste bossen van Nederland en ligt centraal op de Veluwe. Het gebied is gevormd tijdens een ijstijd, dat onder andere terug te zien is aan de stuwwallen. In het bos zijn veel kromme bomen, doordat deze minder geschikt waren voor het bouwen van boten, waardoor ze gespaard bleven. Het dierenleven is zeer divers; zo komen er bijvoorbeeld edelherten, wilde zwijnen, dassen en gladde slangen voor.

## Oorlogsmonumenten
In het Speuldersos bevinden zich twee oorlogsmonumenten namelijk: Onderduikershol Drie en Monument aan de Sprielderweg.

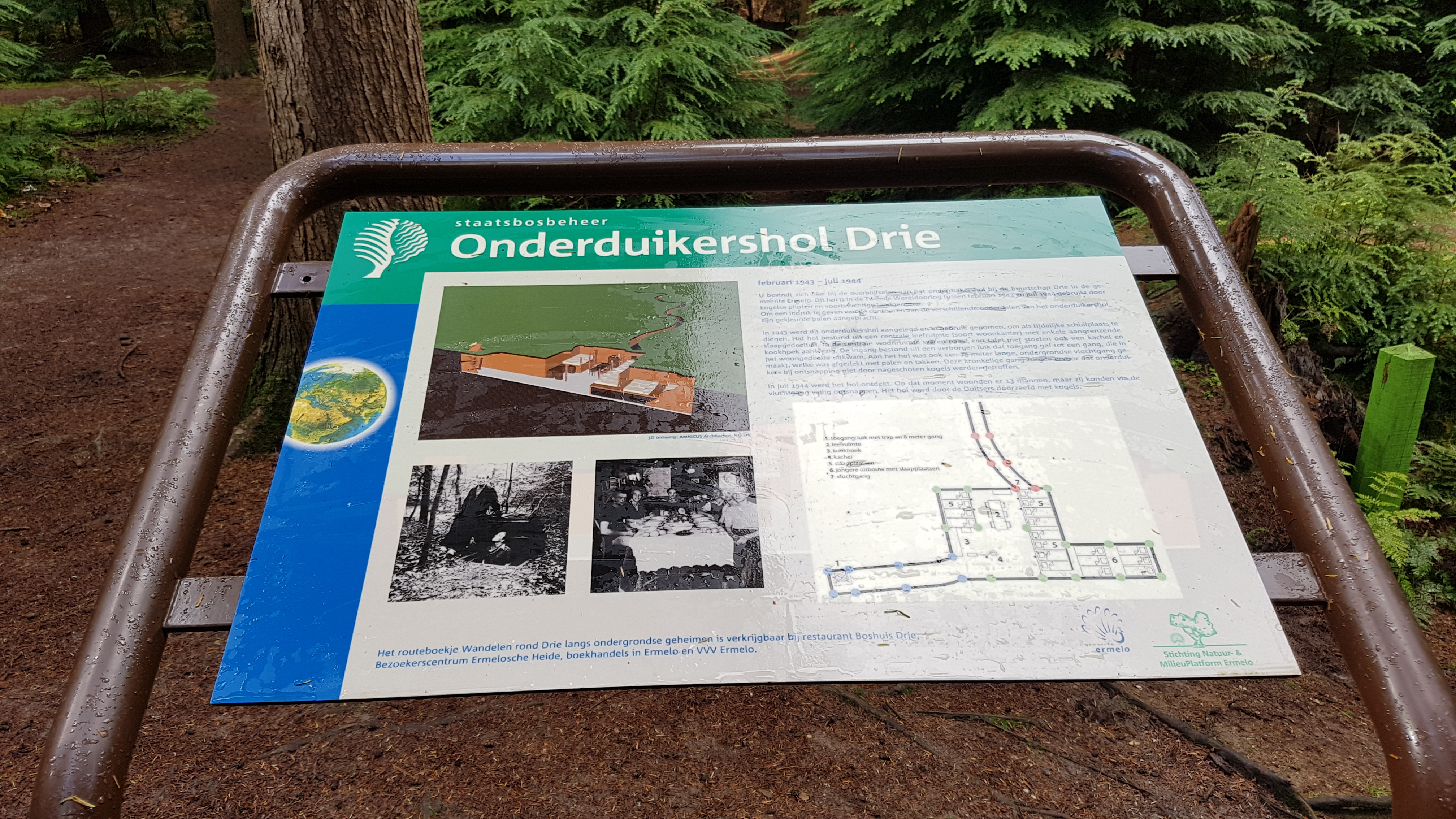
Onderduikershol in Drie, informatiebord
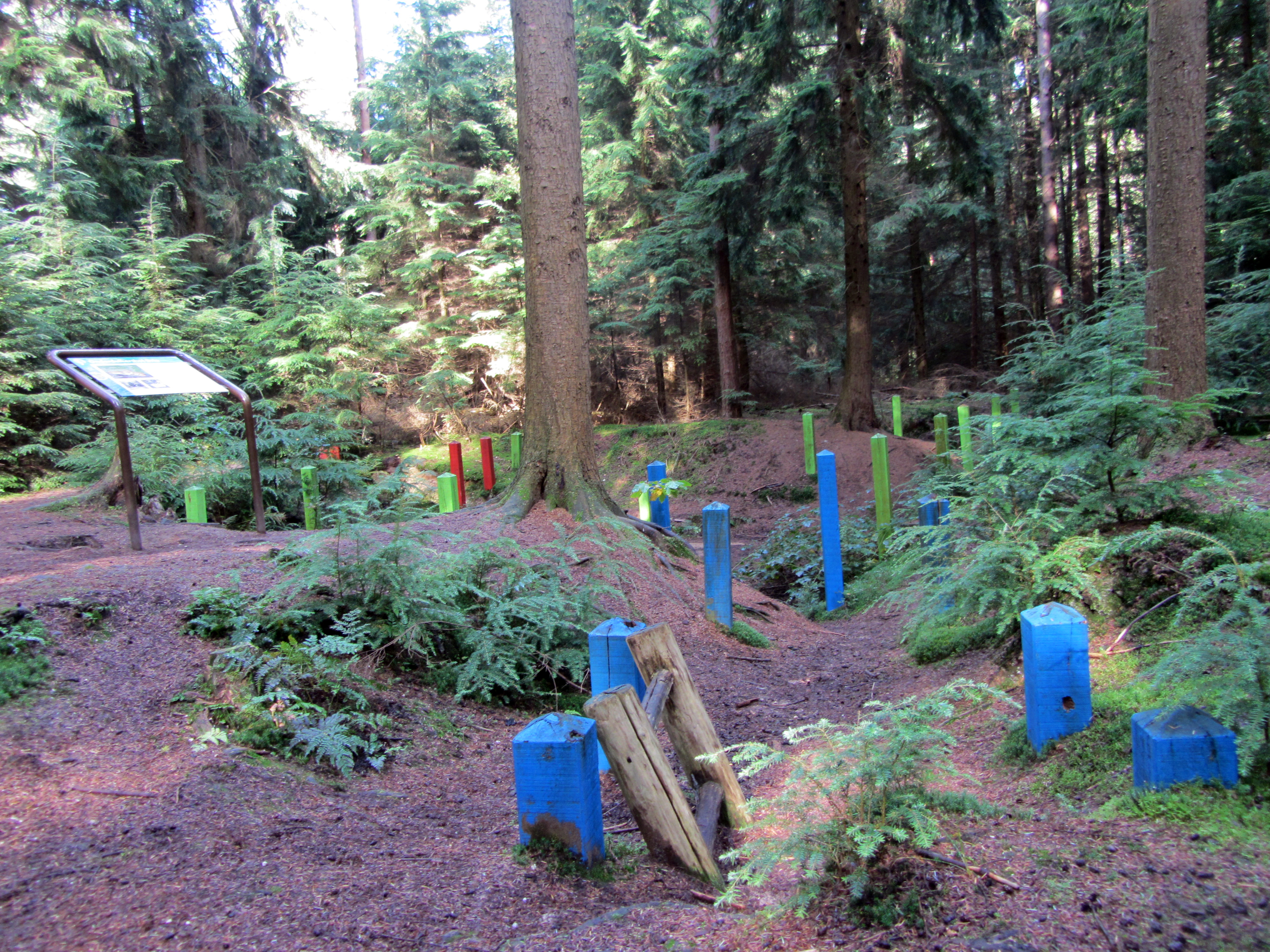
Onderduikershol in Drie
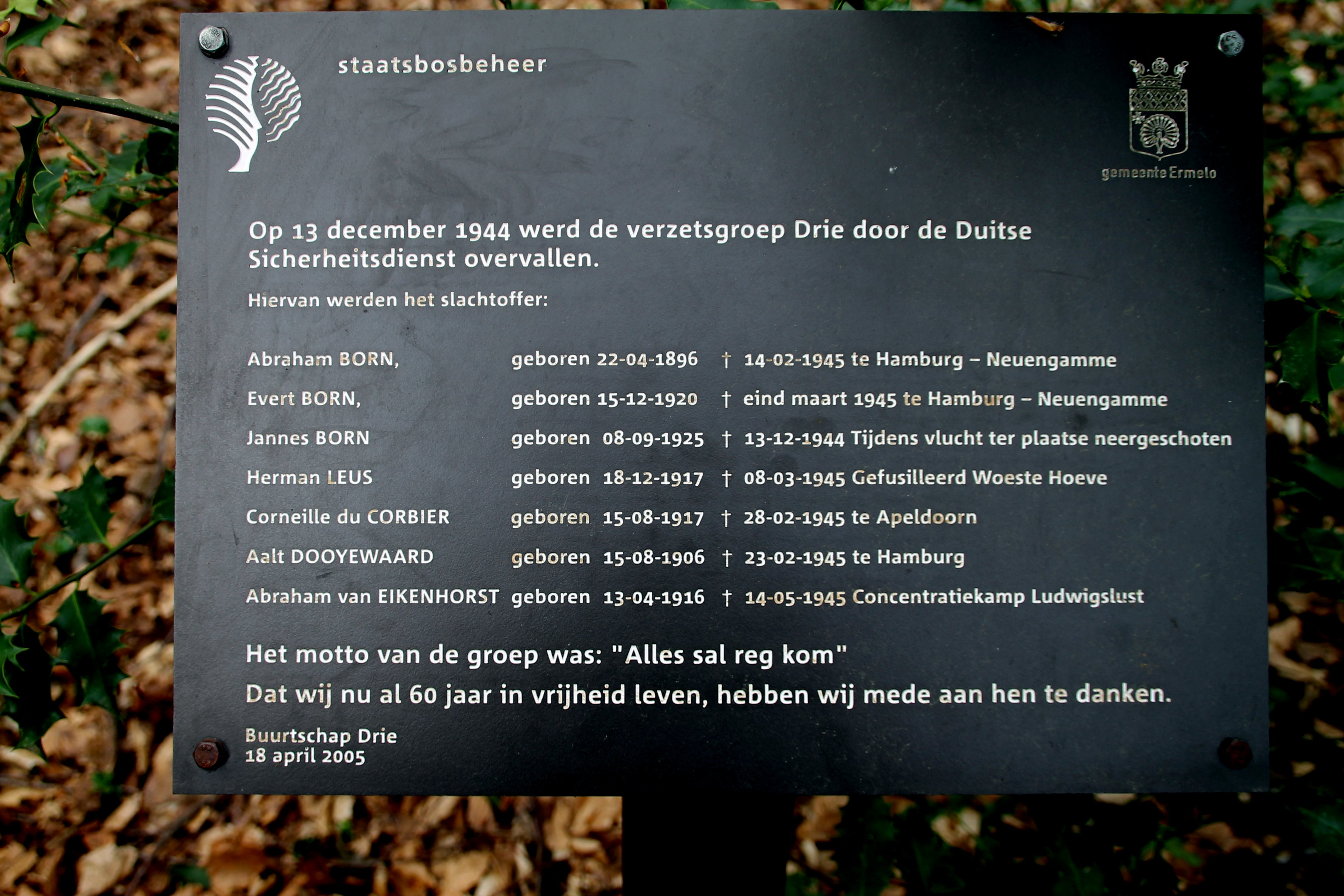
Verzetsgroep Drie
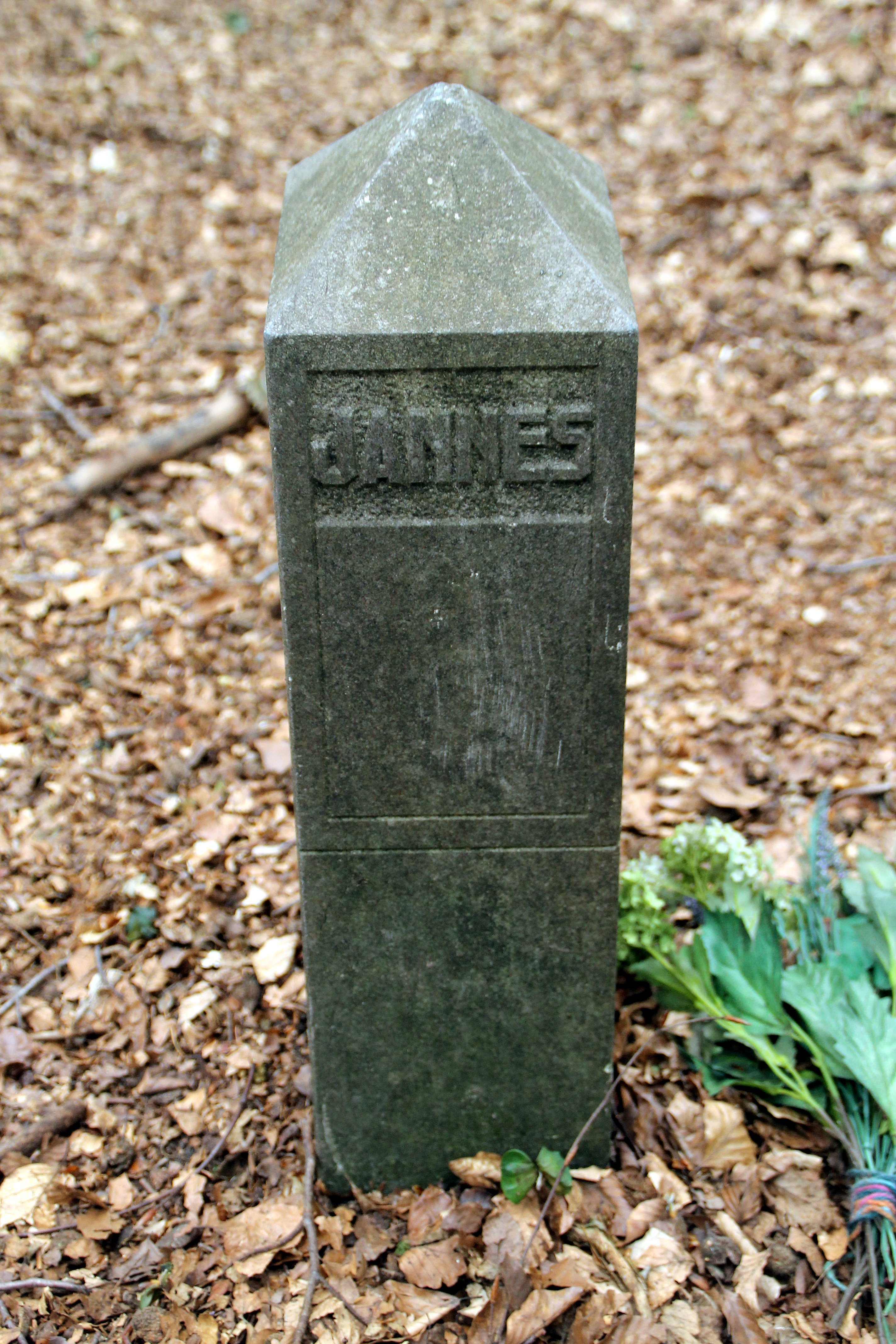
Het monument voor Jannes Born